# Наумова, Дарья Сергеевна
Дарья Сергеевна Наумова (бел. Дар'я Сяргееўна Навумава; род. 26 августа 1995 года, д. Потока, Могилёвская область, Белоруссия) — белорусская тяжелоатлетка, выступающая преимущественно в весовой категории до 75 кг. Серебряный призёр Олимпиады 2016 года в Рио-де-Жанейро и участница Олимпийских игр 2020 года в Токио. Чемпионка Европы 2019 года. Призёр чемпионата мира 2018 года. Мастер спорта Республики Беларусь международного класса.

## Биография
Дарья Сергеевна Наумова родилась 26 августа 1995 года в деревне Потока Кличевского района Могилевской области Белоруссии. Училась в Слободской базовой школе. До 10 класса школы Дарья занималась толканием ядра и метанием диска, затем перешла в тяжелую атлетику, объяснив это тем, что из-за невысокого роста ей тяжело было конкурировать на взрослом уровне. Затем окончила Бобруйское училище олимпийского резерва. В настоящее время[когда?] получает второе высшее образование на юридическом факультете Белорусского Государственного Университета.
Живёт в Бобруйске.

### Семья
- Отец — Сергей Михайлович Наумов.
- Мать — Ирина Матвеевна Наумова.
  - Старшая сестра — Полина (род. 1987), преподаватель колледжа, в юности занималась гиревым спортом.
  - Средняя сестра — Марина (род. 1990), завуч школы.

## Политические взгляды
Подписала открытое письмо спортивных деятелей страны, выступающих за действующую власть Беларуси после жестких подавлений народных протестов в 2020 году.

## Карьера
Дебютировала на международной арене в 2012 году на чемпионате Европы среди юношей в категории до 69 кг. В дальнейшем выступала в категории до 75 кг.
В начале ноября 2018 года на чемпионате мира в Ашхабаде белорусская спортсменка в весовой категории до 81 кг завоевала абсолютную серебряную медаль, взяв общий вес 245 кг. При этом в упражнение толчок она завоевала малую золотую медаль с весом на штанге 137 кг, а в упражнение рывок малую бронзовую медаль с результатом 108 кг.
В 2019 году на чемпионате Европы в Батуми, Дарья завоевала титул чемпионки в весовой категории до 76 кг, взяв вес по сумме двух упражнений 242 кг. В рывке она показала второй результат (106 кг), а в толчке первый (136 кг).
А в сентябре Наумова, выступавшая в категории 81 кг, заняла четвёртое место на чемпионате мира в Паттайе. Она показала результат 244 кг (109+135), реализовав лишь три попытки из шести.
В 2021 году вошла в состав сборной Белоруссии на чемпионат Европы в Москве в весовой категории до 76 кг. Завоевала малую бронзовую медаль в толчке с весом на штанге 132 кг, а в итоговом протоколе заняла 4-е место.
На Олимпиаде в Токио в весе до 76 кг Наумова заняла 5-е место — 234 кг (103+131).

## Основные результаты
| Год  | Соревнования                         | Место проведения         | Весовая категория | Рывок, кг | Толчок, кг | Сумма, кг | Место |
| ---- | ------------------------------------ | ------------------------ | ----------------- | --------- | ---------- | --------- | ----- |
| 2014 | Чемпионат Европы по тяжёлой атлетике | Тбилиси , Грузия         | до 75 кг          | 108       | 133        | 241       | 4     |
| 2015 | Чемпионат мира по тяжёлой атлетике   | Хьюстон, США             | до 75 кг          | 115       | 142        | 257       | 5     |
| 2016 | Летние Олимпийские игры              | Рио-де-Жанейро, Бразилия | до 75 кг          | 116       | 142        | 258       |       |